# Kamil Tatarkovič
Kamil Tatarkovič (ur. 5 lipca 1985 w Ołomuńcu) – czeski kolarz MTB.

## Kariera
Największy sukces w karierze Kamil Tatarkovič osiągnął w sezonie 2006, kiedy to zajął trzecie miejsce w klasyfikacji końcowej Pucharu Świata w four-crossie. Wyprzedzili go jedynie jego rodak Michal Prokop oraz Australijczyk Jared Graves. Trzykrotnie stawał na podium zawodów PŚ, w tym 9 września 2006 roku w Schladming odniósł swoje jedyne zwycięstwo. Ponadto był między innymi siódmy na mistrzostwach świata w Livigno w 2005 roku i dziewiąty na rozgrywanych dwa lata później mistrzostwach świata w Fort William. Jest także mistrzem kraju z 2010 roku, a na mistrzostwach Europy w 2009 roku zajął piąte miejsce.